# Amtsgericht Cammin

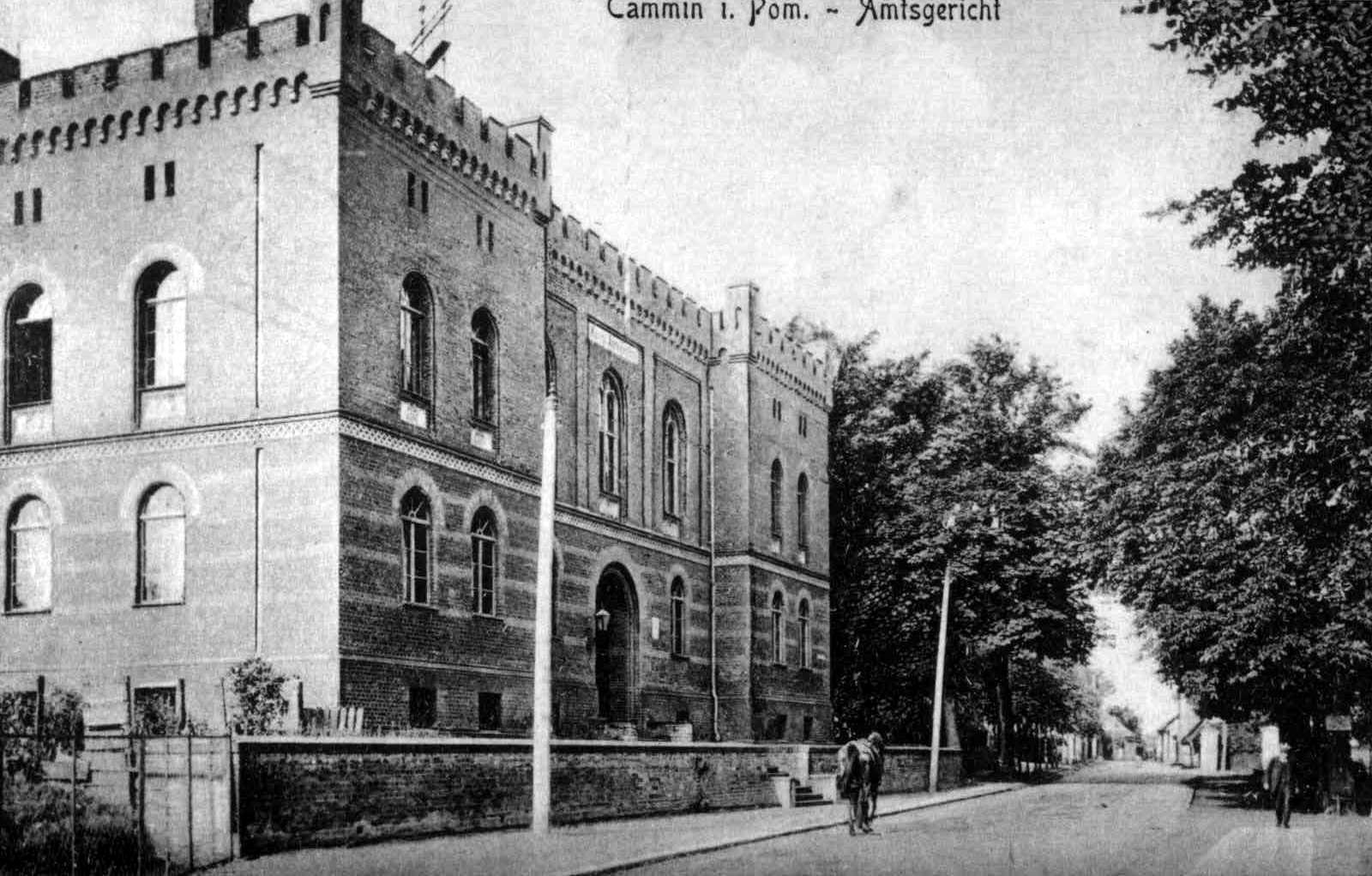
Amtsgerichtsgebäude (altes Foto)

Das Amtsgericht Cammin war ein preußisches Amtsgericht mit Sitz in Cammin, Provinz Pommern.

## Geschichte
In Cammin bestand von 1849 bis 1879 das Kreisgericht Cammin. Das königlich preußische Amtsgericht Cammin wurde mit Wirkung zum 1. Oktober 1879 als eines von 14 Amtsgerichten im Bezirk des Landgerichtes Stettin im Bezirk des Oberlandesgerichtes Stettin gebildet. Der Sitz des Gerichtes war Cammin. Sein Gerichtsbezirk umfasste den Kreis Cammin ohne die Teile, die den Amtsgerichten Stepenitz und Wollin zugeordnet waren. Hinzu kamen aus dem Kreis Usedom-Wollin die Gemeindebezirke West-Dievenow und Heidebrink sowie der vorlängs der Landesgrenze des Gerichtsbezirkes gelegene Teil des Amtsbezirkes Haff. Am Gericht bestanden 1880 zwei Richterstellen. Das Amtsgericht war damit ein mittelgroßes Amtsgericht im Landgerichtsbezirk. Gerichtstage wurden in Gülzow gehalten.
Im Jahre 1945 wurden der größte Teil Pommerns, darunter der Sprengel des Amtsgerichtes Cammin, unter polnische Verwaltung gestellt und die deutschen Bewohner vertrieben. Damit endete die Geschichte des Amtsgerichtes Cammin. Unter polnischer Verwaltung entstand das Sąd Rejonowy w Kamieniu Pomorskim (1950–1975: Sąd Powiatowy w Kamieniu Pomorskim).